# 耶尔德勒姆号巡防舰
耶尔德勒姆号巡防舰（土耳其语：TCG Yildirim F-243）是一艘隶属于土耳其海军的摩柯200型护卫舰。

## 描述
“雅武兹”级护卫舰是在德国设计的，是摩柯型护卫舰的家族成员之一；土耳其政府于1983年4月签署了四艘摩柯型护卫舰的订单。在德国的帮助下，德国建造了两艘船，土耳其建造了两艘船。它们和后来的巴巴洛斯级巡防舰在设计上与较大的相似度。这是土耳其海军“雅武兹”级护卫舰的改进型。
土耳其海军正在进行一个电子战套件的有限现代化项目。其目的是用当地生产的ECM、ECCM系统、有源诱饵、LWR、IRST和必要的用户界面系统对舰艇进行升级。

## 舰历
耶尔德勒姆号巡防舰于1987年7月22日在位于科贾埃利省的“格尔楚克”举行下水仪式。
2020年7月20日-24日，“耶尔德勒姆号”和西班牙海军的两艘巡防舰一起组成北约第二常备海军群，一起参加了由美国主导的美国-乌克兰海军的“海风”双边演习。
2021年2月17日，“耶尔德勒姆号”和德国海军、印度尼西亚海军的护卫舰一起，在地中海进行了一次演习。